# Delilah
Delilah este o melodie compusă de trupa britanică de rock, Queen. Scrisă și cântată de Freddie Mercury, melodia a fost lansată în cadrul celui de-al paisprezecelea album al formației, Innuendo, în 1991. Cântecul a fost lansat ca single pe 14 decembrie 1992 doar în Tailanda. 
De asemenea, Delilah este o melodie compusă de Freddie Mercury pentru pisica sa, pe care o chema Delilah.  Cu toate acestea, lui Roger Taylor nu i-a plăcut melodia, dar a acceptat să fie inclusă în album datorită insistenței lui Mercury.

## Personal
- Freddie Mercury - voce, pian, clape, programare tobe
- Brian May - chitară electrică
- John Deacon - chitară bas